# 林言
林言（9世纪？—884年），曹州冤句县（今山東菏澤西南）人，唐末時人。黃巢之亂起事者黃巢之甥，隨黃巢一同起事，為黃巢部下之一。大齊建國後，黃巢令其為軍使。

## 潼關之戰
唐僖宗廣明元年（880年），十二月初二，黃巢軍急攻潼關，官軍奮力抗敵，左軍馬軍將軍張承范派王師會守禁阬。但當王師會率兵趕到時，黃巢大將尚讓和林言早已領兵占下禁阬，並且從分兵繞到潼關後，前後夾攻下，官軍大敗，黃巢最終成功攻下潼關。

## 封官
唐僖宗中和元年十一月壬辰（881年1月16日）黃巢建立大齊後，令林言為軍使、禁衛軍統領。擔任軍使期間，林言下令軍中禁止恣意殺人，但因軍中部員原本多為盜賊、人犯等亡命之徒，因此並未聽從此命令。

## 兵敗鳳翔
唐僖宗中和元年（881年）正月，黃巢派遣林言、尚讓攻打陝西鳳翔府，為鄭畋部將宋文通所破，而無法前行。鄭畋進而傳檄以召天下兵，並以涇原節度使程宗楚為副都統，朔方節度使唐弘夫為都統行軍司馬，鄭畋本人坐鎮鳳翔指揮。後來唐弘夫埋伏於龍尾陂大敗黃巢部將尚讓、王燔所率領的義軍軍隊，並斬首二萬餘級，黃巢進而失守咸陽。

## 馳援華洲兵敗
唐僖宗中和三年（883年）正月，黃巢之弟黄揆率眾駐守沙苑（今陝西大荔南），為李克用部將李存貞擊敗。二月，李克用結合河中、易定、忠武等兵攻擊義軍。黃巢任命林言、王燔統領左軍，趙璋、尚讓軍統領右軍，領兵十萬人以支援華州，後來義軍與王師大戰於梁田陂。雙方大戰，自午戰至哺時，義軍最終大敗，被俘者數萬人，伏屍30里。

## 狼虎谷殺黃巢
中和四年（884年）三月黃巢集散兵近千人奔兗州（今山東省西南部與河南省東北部）。六月十五日，武寧節度使時溥派李師悦以及陳景瑜率兵萬人，並令降將尚讓緊隨其後。是年六月十七日丙午（7月13日），黃巢在狼虎谷（今山東萊蕪西南）襄王村謂林言曰：「我欲討國奸臣，洗滌朝廷，事成不退，亦誤矣。若取吾首獻天子，可得富貴，毋為他人利。」林言不忍下手，黄巢遂自刎，然未成，林言不忍其受苦，助黃巢了斷並割下其頭顱，隨後林言亦將黃巢之妻及其弟黃鄴、黄揆等六人殺死後割下頭顱。但有一說是林言以軍中士兵代黃巢而殺之，而黃巢最後出家。
另外也有黃巢在今河南中牟西，遭沙陀騎兵突襲，犧牲萬餘人，在此危急關頭，尚讓卻率萬人投降唐廷，尚讓極有可能在混戰之中將黃巢殺死的說法。

## 遇害身亡
林言將黃巢等一眾殺害後，欲將頭顱獻給節度使時溥以換取自身性命。但於途中遭遇沙陀博野騎軍（李寰所帶領的博野軍第二代），因而遇害，博野軍將領將林言及黃巢等人首級一併獻于時溥。